# (73406) 2002 LT25
(73406) 2002 LT25 – planetoida z pasa głównego asteroid okrążająca Słońce w ciągu 4,15 lat w średniej odległości 2,58 j.a. Odkryta 5 czerwca 2002 roku.